# 成就院 (熊谷市)
成就院（じょうじゅいん）は、埼玉県熊谷市肥塚の寺院。
鎌倉時代から南北朝時代にかけてこの地に住んだ肥塚氏ゆかりの寺。成就院の東墓地は肥塚山と呼ばれる古墳跡だが、ここに肥塚氏の供養塔が二基建てられている。一基は6代光長のもので、康元2年(1256年)、他の一基は10代盛直のもので、応安8年(1375年)の建立と記されている。熊谷市指定文化財「肥塚氏供養板石塔婆」。
この寺の本尊は阿弥陀如来だが、脇本尊として一光三尊燈籠仏がある。この三尊仏（弥陀、勢至、観音）は「肥塚の灯ろう仏さま」とよばれ、縁談、家相、方位、病気平癒の祈願などに厚い信仰を受けている。

## 歴史
昔は鎌倉大楽寺の末であったが寛政9年(1797年)16世弘済の代に大楽寺から離れ、東京芝真福寺_(東京都港区)の末となり、ついで明治12年6月、20世光覚のとき京都智積院に加末した。古くは墓地の西に隣してあったが、嘉永7年(1854年)火災により堂宇を焼失した。11社の別当であったが、明治2年 (1869年) 、神仏分離により伊奈利神社_(熊谷市肥塚)等を移した。明治15年(1882年)当寺門徒地真蔵寺廃寺跡へ忍東照宮の拝殿を移築して本堂とした。その後、昭和34年(1959年)春、大修理を行った。

## 境内
山門、本堂明治15年建設、水屋、庫裡 (大正14年) 秋建設、物置。
明治15年(1882年)に行田の忍東照宮の拝殿を現在地に移築したため、本堂の棟瓦に徳川家の紋章「三ツ葉葵」がそのままついている。境内には熊谷市指定文化財「古塚古墳石棺」がある。
見学の際はお寺に許可をもらう。

## 行事
燈籠佛開帳(10月10日)

## ギャラリー

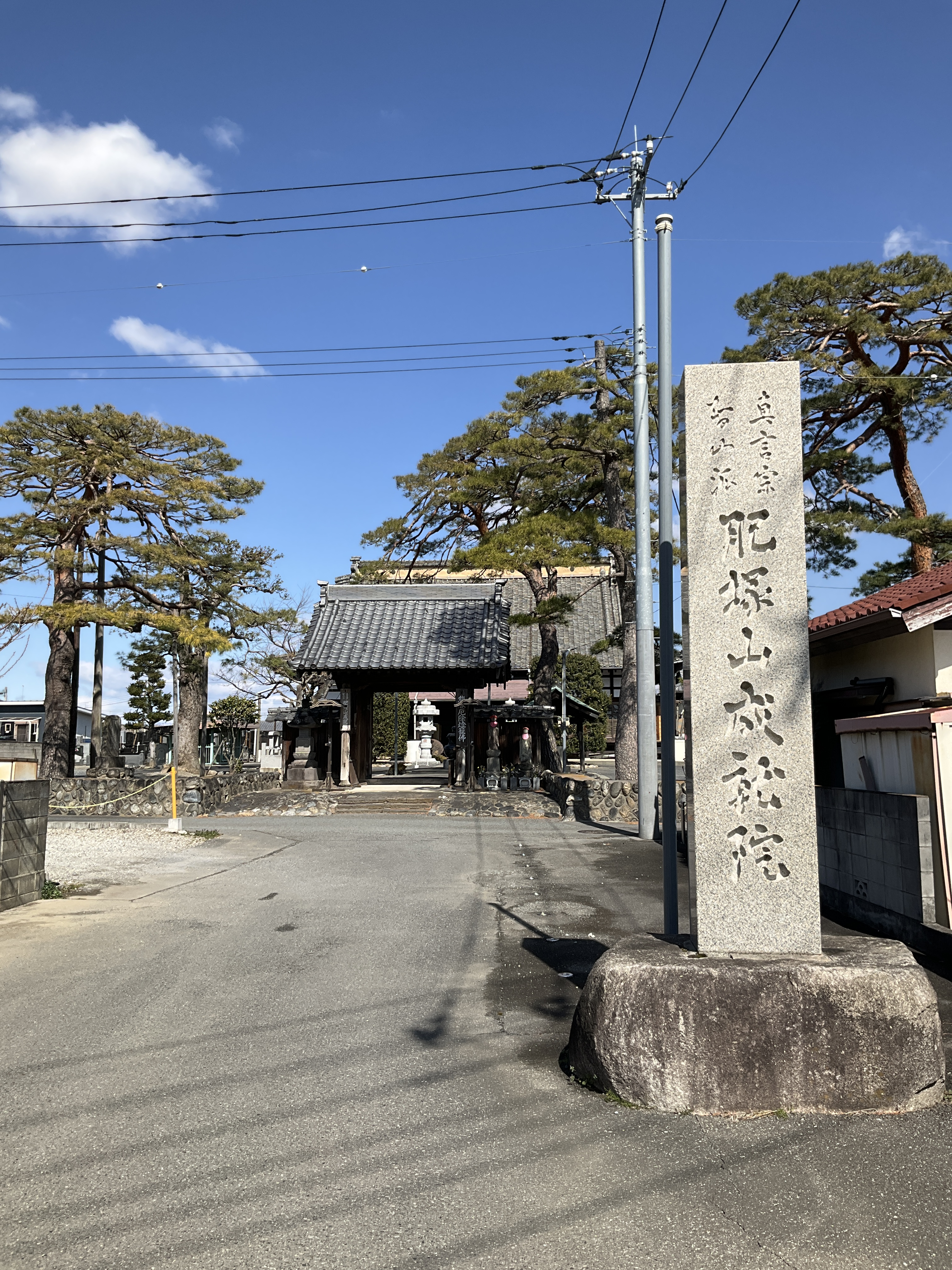
石柱 （2025年3月撮影）

- 石柱
（2025年3月撮影）

## 所在地・交通
- 住所 - 埼玉県熊谷市肥塚2-6-1
- 最寄り駅 - 高崎線 秩父鉄道 熊谷駅　徒歩37分